# Matthew Yates
Pour les articles homonymes, voir Yates.
Matthew Stewart « Matt » Yates , né le 4 février 1969 à Rochford, est un athlète britannique, spécialiste des courses de demi-fond.

## Biographie
Médaillé de bronze sur 800 m lors des Jeux du Commonwealth de 1990, il remporte le titre du 1 500 mètres à l'occasion des Championnats d'Europe en salle 1992, à Gênes, en Italie, en devançant dans le temps de 3 min 42 s 32 le Russe Sergey Melnikov et le Croate Branko Zorko.

### Palmarès
| Date | Compétition                    | Lieu      | Résultat | Épreuve |
| ---- | ------------------------------ | --------- | -------- | ------- |
| 1990 | Championnats d'Europe          | Split     | 8e       | 800 m   |
| 1990 | Jeux du Commonwealth           | Auckland  | 3e       | 800 m   |
| 1992 | Championnats d'Europe en salle | Gênes     | 1er      | 1 500 m |
| 1993 | Championnats du monde          | Stuttgart | 6e       | 1 500 m |
| 1998 | Championnats d'Europe          | Budapest  | 8e       | 1 500 m |

## Diverses victoires
- One mile Race à Sydney en 1994

### Records
| Épreuve | Performance   | Lieu    | Date              |
| ------- | ------------- | ------- | ----------------- |
| 1 500 m | 3 min 35 s 04 | Londres | 10 septembre 1993 |